# Sebastian Pozholiparampil
Sebastian (Jobby) Pozholiparampil (ur. 1 września 1957 w Pullur) – indyjski biskup syromalabarskiego Kościoła katolickiego, eparcha Hosur od 2017.

## Życiorys

### Prezbiterat
Święcenia kapłańskie przyjął 22 grudnia 1982 i został inkardynowany do eparchii Irinjalakuda. Pracował głównie jako duszpasterz parafialny, był także m.in. kierownikiem eparchialnego ośrodka duchowości, wicerektorem i rektorem niższego seminarium oraz syncelem eparchii.

### Episkopat
10 października 2017 otrzymał nominację na pierwszego biskupa nowo powstałej eparchii Hosur. Sakrę przyjął 22 listopada 2017 z rąk kardynała George'a Alencherry'ego.